# 上海公交沪南线

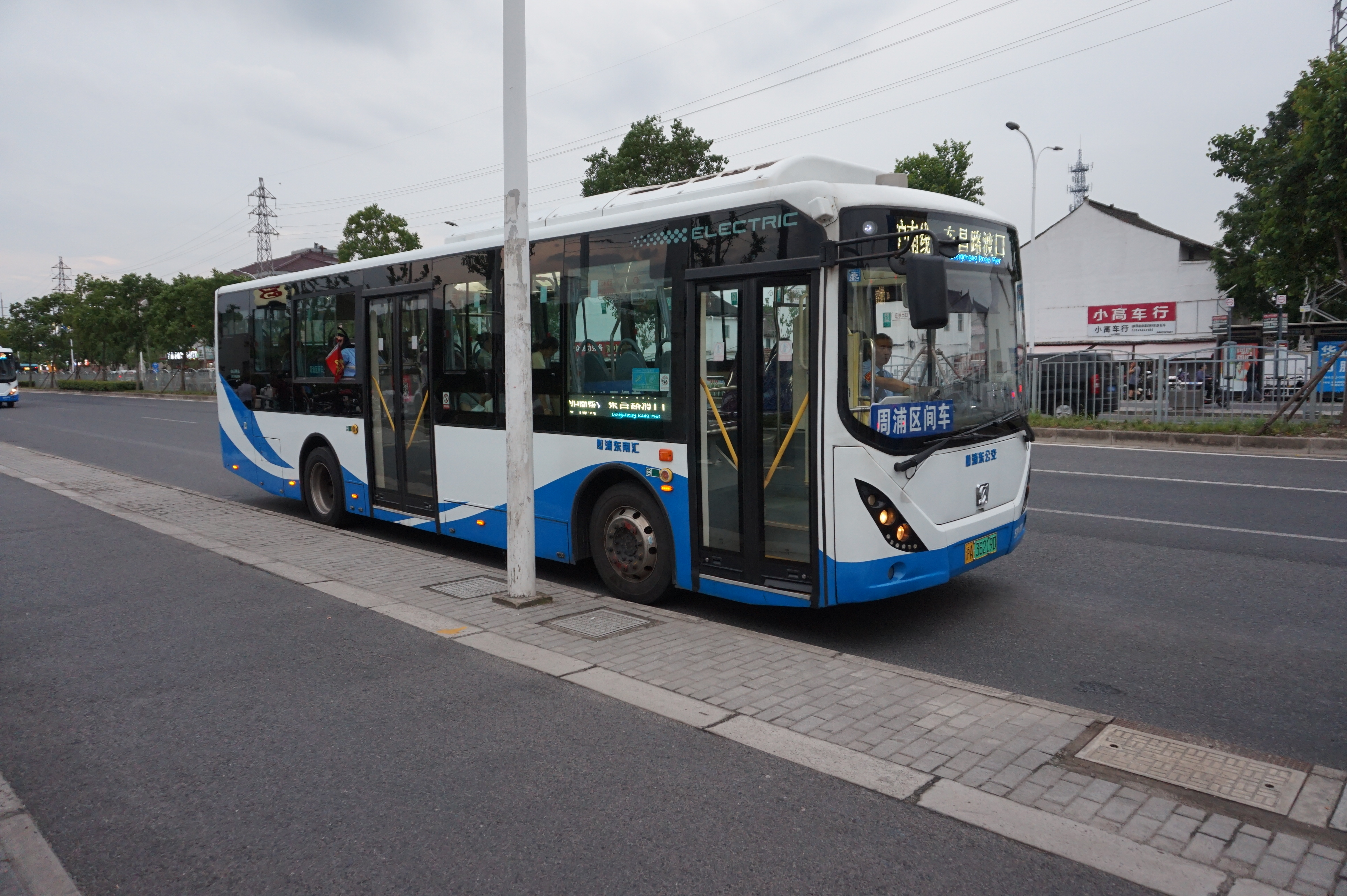
沪南线设有多个交路的区间车，图为由惠南地铁站开往康沈路关岳路(周浦)的周浦区间车

沪南线是上海市的一条由浦东南汇公交运营的公交线路。由东昌路渡口到惠南地铁站。途径浦东南路，塘桥、花木、北蔡、莲溪、陈家桥、御桥、康桥、周浦、沈庄、白墙、下沙、航头、新场、薛家宅、惠南等村镇地点。
沪南线开线于1946年8月6日，當時是由中華民國上海市行驶至江蘇省南汇縣的客运线路。沪南线经营公司一度有浦东巴士、浦东杨高。后转让至浦东南汇。2007年10月13日，配合南汇汽车站整修工程，终点站调整至丰海路人民东路，2008年2月26日恢复，地铁16号线开通后，延伸一站至惠南地铁站。

## 路线基本资料

### 服务时间
- 东昌路渡口：05:30-22:35
- 惠南地铁站：04:35-21:00

### 收费
全程核定多级票价CNY¥1-11，实际执行优惠票价CNY¥1-8

### 线路走向
- 上行：自惠南地铁站起，经南祝路、沪南公路、康沈路、沪南路、浦东南路、东昌路止。
- 下行：自东昌路渡口起，经东昌路、浦东南路、沪南路、康沈路、沪南公路、南祝路，至惠南地铁站止。